# Lijst van personen uit Genève

Vlag van Genève

Dit artikel bevat een lijst van personen uit Genève. Het geeft een overzicht van de personen die geboren of overleden zijn in de Zwitserse stad Genève en die een artikel hebben op de Nederlandstalige Wikipedia.

## Geboren in Genève

### Voor 1600

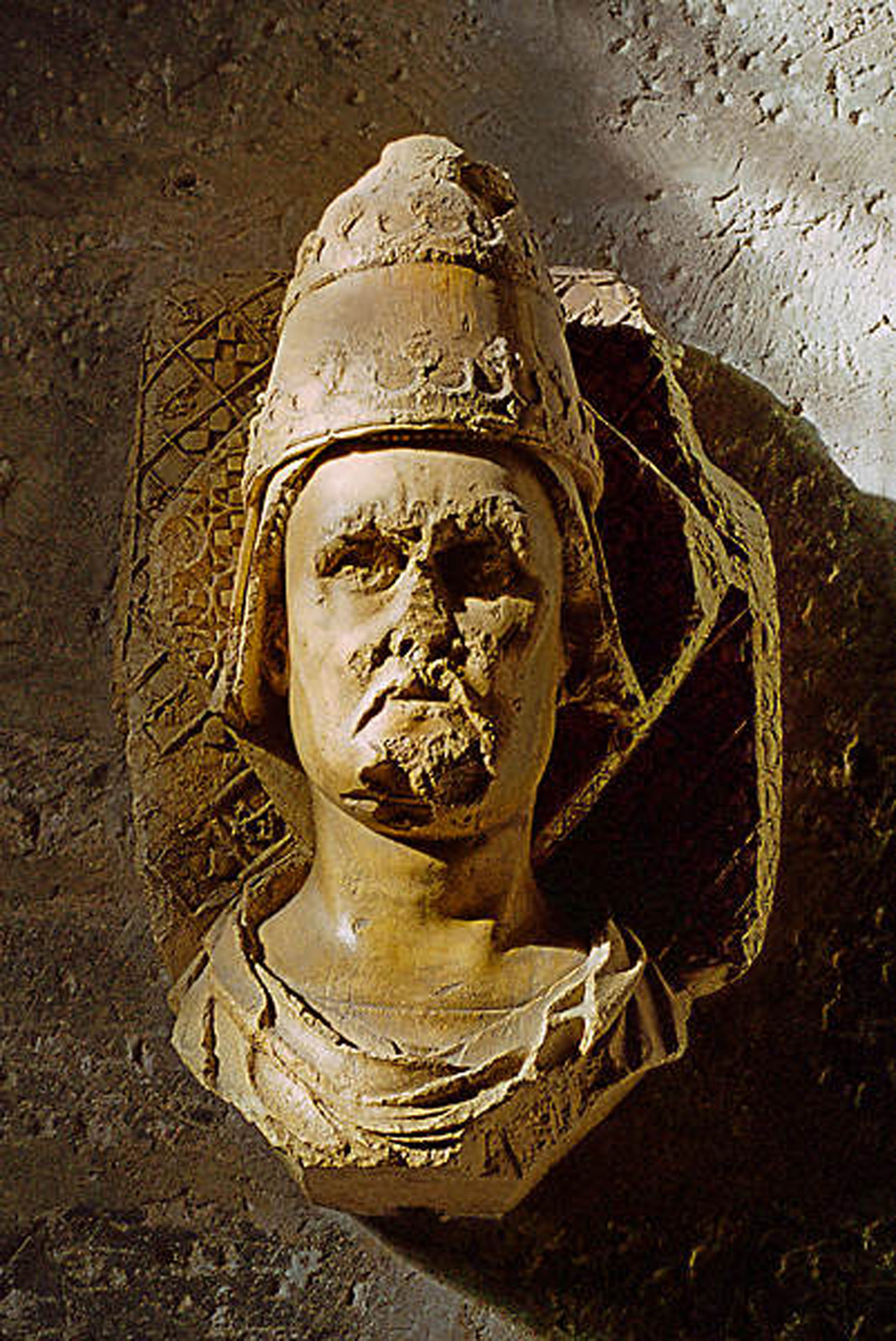
Tegenpaus Clemens VII (1342-1394)

- Tegenpaus Clemens VII (1342-1394), geboren als Robert van Genève
- Lodewijk van Savoye (1413-1465), hertog van Savoye
- Jan van Genève (1440-1491), graaf van Genève
- Isaac Casaubon (1559-1614), Frans classicus, hebraïcus en bibliothecaris
- Marie Dentière (1495-1561), Zuid-Nederlandse gereformeerde theologe en feministe
- Théodore de Mayerne (1573-1654/1655), koninklijk arts

### 1600–1699
- Elisabeth Baulacre (1613-1693), onderneemster
- Jean le Clerc (1657-1736), theoloog
- Daniel Archinard (1698-1755), prediker en dominee

### 1700–1799

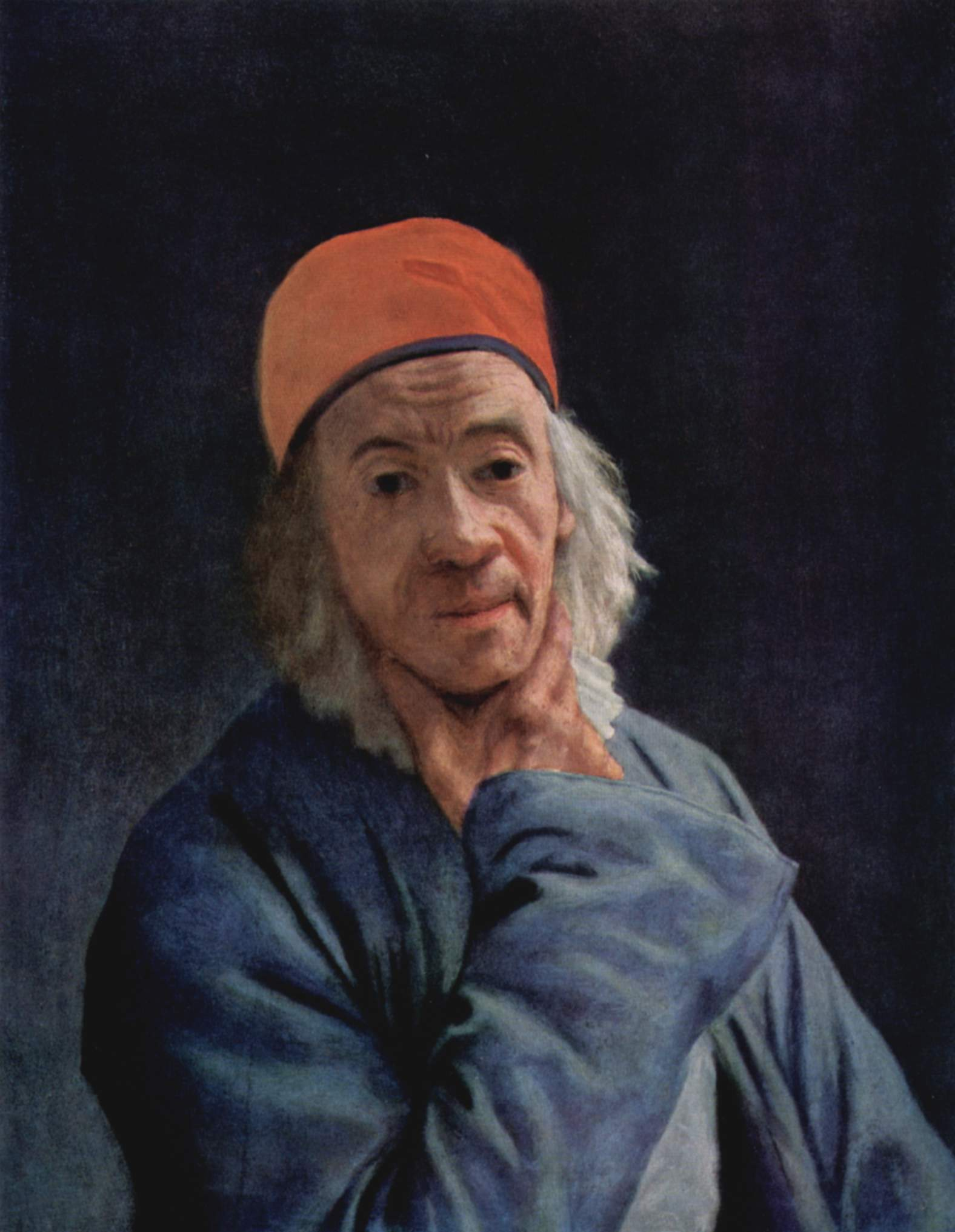
Kunstschilder Jean-Étienne Liotard (1702-1789)

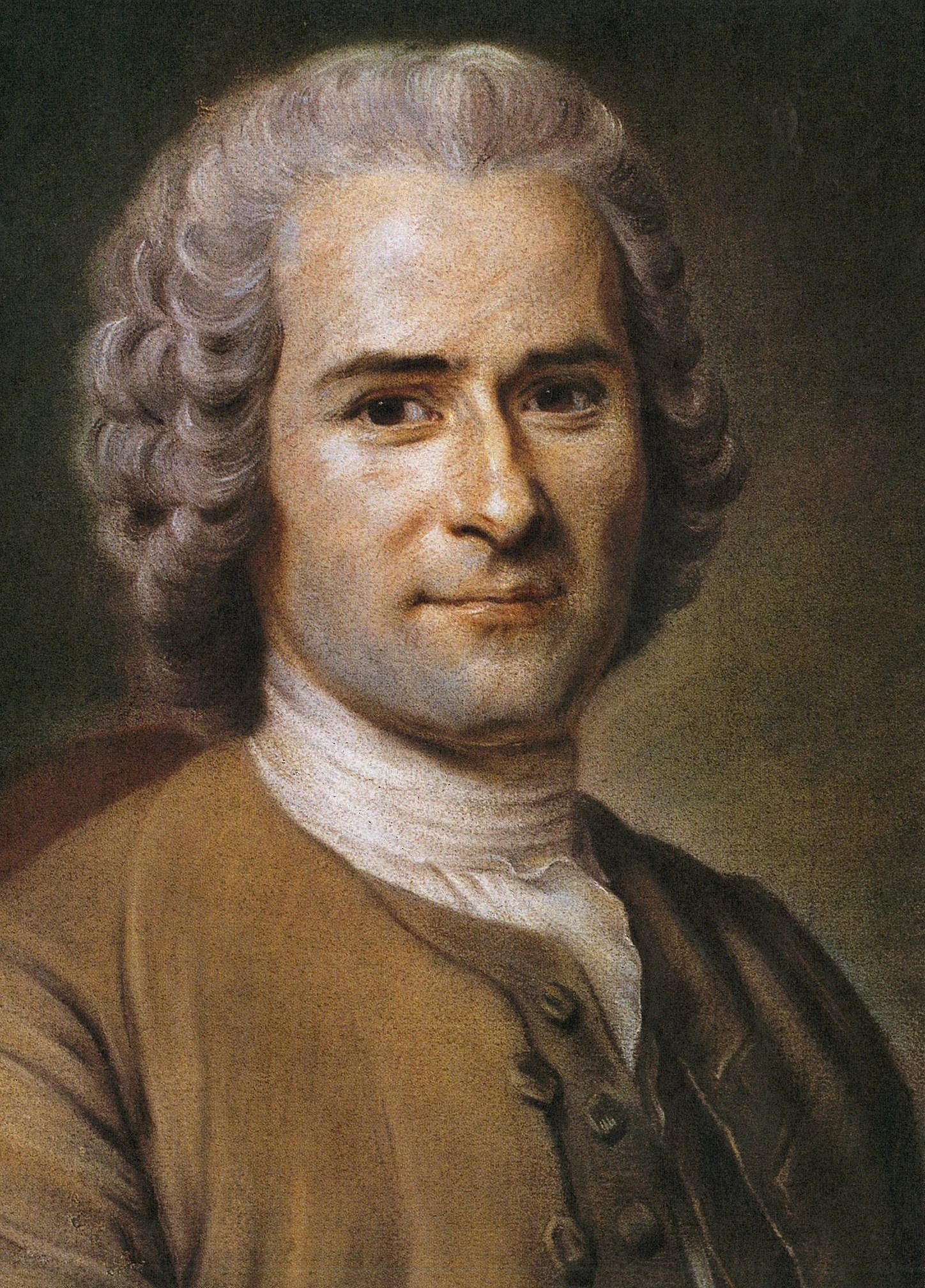
Filosoof Jean-Jacques Rousseau (1712-1778)

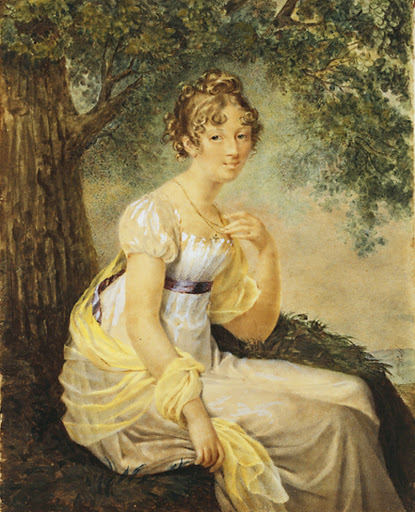
Kunstschilderes en mecenas Jeanne Henriette Rath (1773-1856)

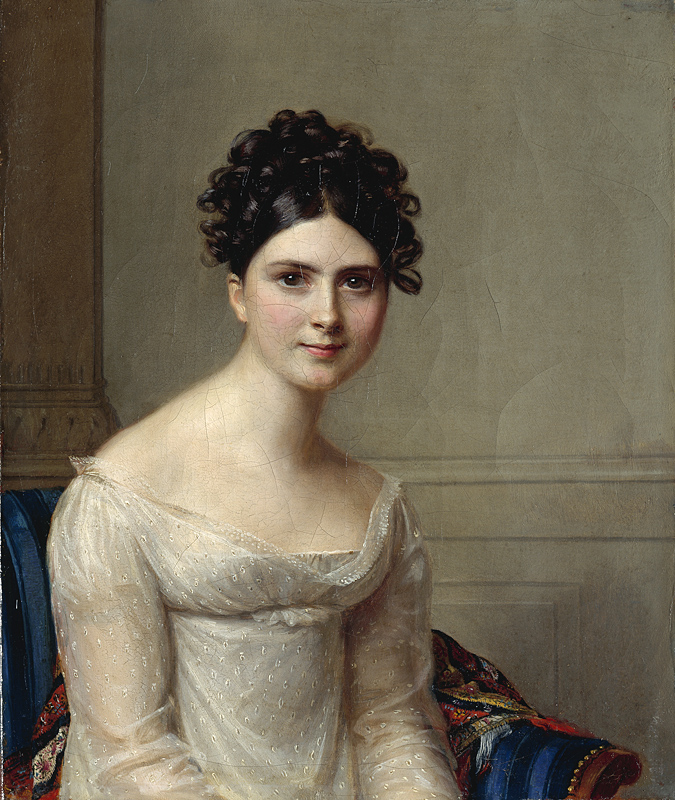
Diplomate en filantrope Anna Eynard-Lullin (1793-1868)

- Jean-Étienne Liotard (1702-1789), kunstschilder, -kenner en -handelaar
- Gabriel Cramer (1704-1752), wiskundige
- Jean-Jacques Rousseau (1712-1778), Geneefs-Frans filosoof
- Marc-Michel Rey (1720-1780), uitgever in Amsterdam
- Henri Rabinel (1731-1808), onderwijzer en politicus
- Jacques Necker (1732-1804), Geneefs-Frans staatsman
- Étienne Clavière (1735-1893), Geneefs-Frans politicus, journalist en bankier
- Isaac Salomon Anspach (1746-1825), calvinistisch predicant en politicus
- Simon Antoine Jean LHuillier (1750-1840), wiskundige
- Louis Jurine (1751-1819), arts, chirurg en entomoloog
- Aimé Argand (1755-1803), schei-, natuur- en werktuigbouwkundige
- Charles Pictet de Rochemont (1755-1824), staatsman en diplomaat
- Rosalie de Constant (1758-1834), tekenares en botaniste
- Étienne Dumont (1759-1829), jurist en politicus
- Albert Gallatin (1761-1849), Amerikaans politicus en diplomaat
- Marie Gide (1762-1821), kunstschilderes
- Jean-Gédéon Lombard (1763-1848), bankier
- Albertine Necker de Saussure (1766-1841), pedagoge, schrijfster, vertaalster en feministe
- Jacques-Laurent Agasse (1767-1849), kunstschilder
- Nicolas-Théodore de Saussure (1767-1845), chemicus
- Jean-Robert Argand (1768-1822), Zwitsers-Frans wiskundige en politicus
- Jean de Carro (1770-1857), arts
- Jean Victor de Constant Rebecque (1773-1850), Nederlands generaal
- Jeanne Henriette Rath (1773-1856), kunstschilderes en mecenas
- Jean Charles Léonard de Sismondi (1773-1842), econoom en historicus
- Pierre-François Bellot (1776-1836), hoogleraar, advocaat, hypotheekbewaarder en politicus
- Pierre Girod (1776-1844), jurist en politicus
- Augustin Pyramus de Candolle (1778-1841), botanicus
- Antoine Saladin (1785-1865), diplomaat en politicus
- Louis Albert Necker (1786-1861), kristallograaf
- Amélie Munier-Romilly (1788-1875), kunstschilderes
- Jean-Louis Rieu (1788-1868), militair en politicus
- James Pradier (1790-1852), Frans beeldhouwer en schilder
- Anna Eynard-Lullin (1793-1868), diplomate en filantrope
- Marie Tourte-Cherbuliez (1793-1863), schrijfster, vertaalster en literair critica
- James Fazy (1794-1878), politicus
- Rodolphe Töpffer (1799-1846), leraar, auteur, schilder, cartoonist, en karikatuur-artiest

### 1800–1809

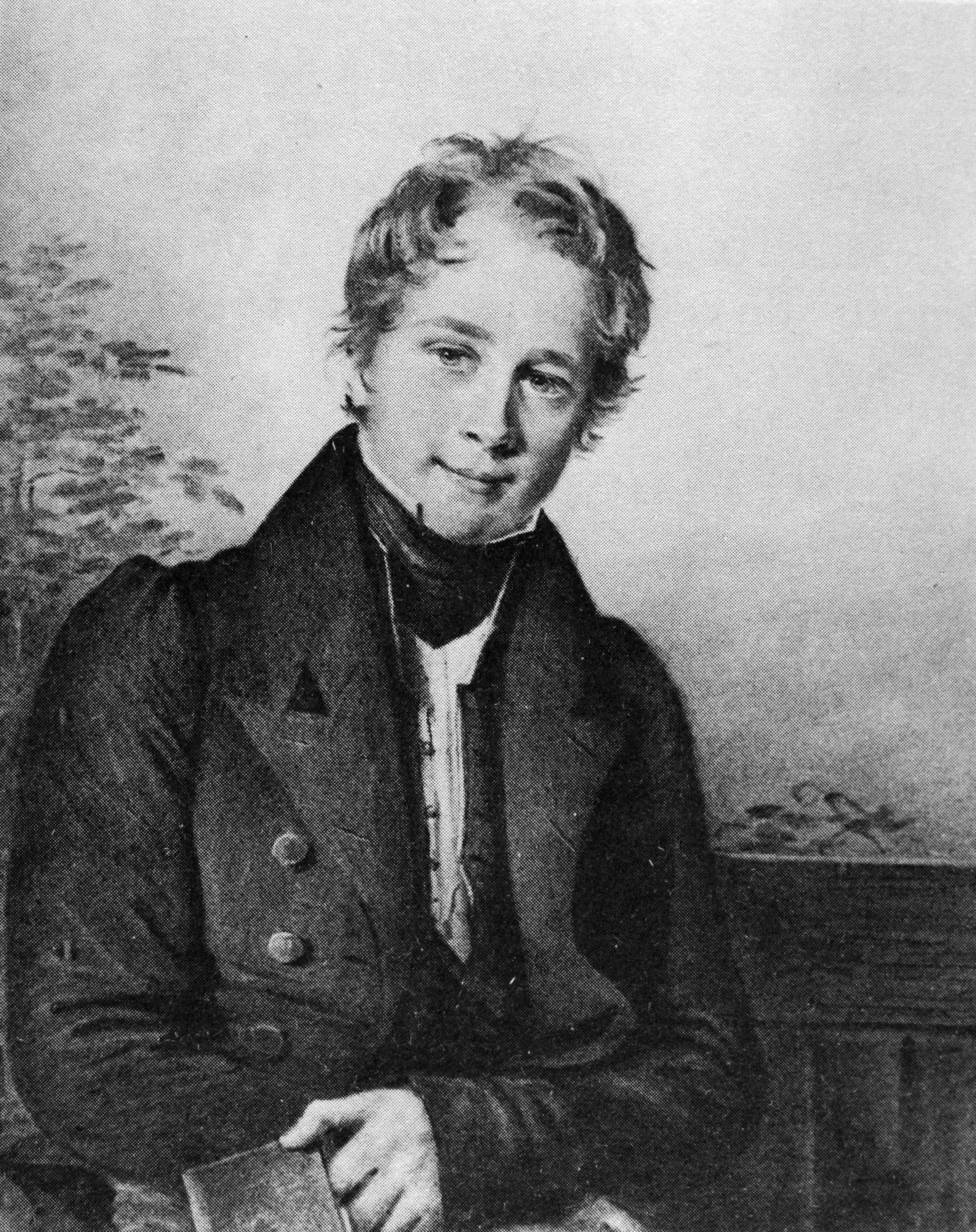
Zoöloog, entomoloog en paleontoloog François Jules Pictet de la Rive (1809-1872)

- Auguste Arthur de la Rive (1801-1873), fysicus
- Germain Henri Hess (1802-1850), Zwitsers-Russisch chemicus
- Henri-Clermond Lombard (1803-1895), klimatoloog en arts
- Jacques Charles François Sturm (1803-1855), Zwitsers-Franse wiskundige
- François Jules Pictet de la Rive (1809-1872), zoöloog, entomoloog en paleontoloog

### 1810–1819

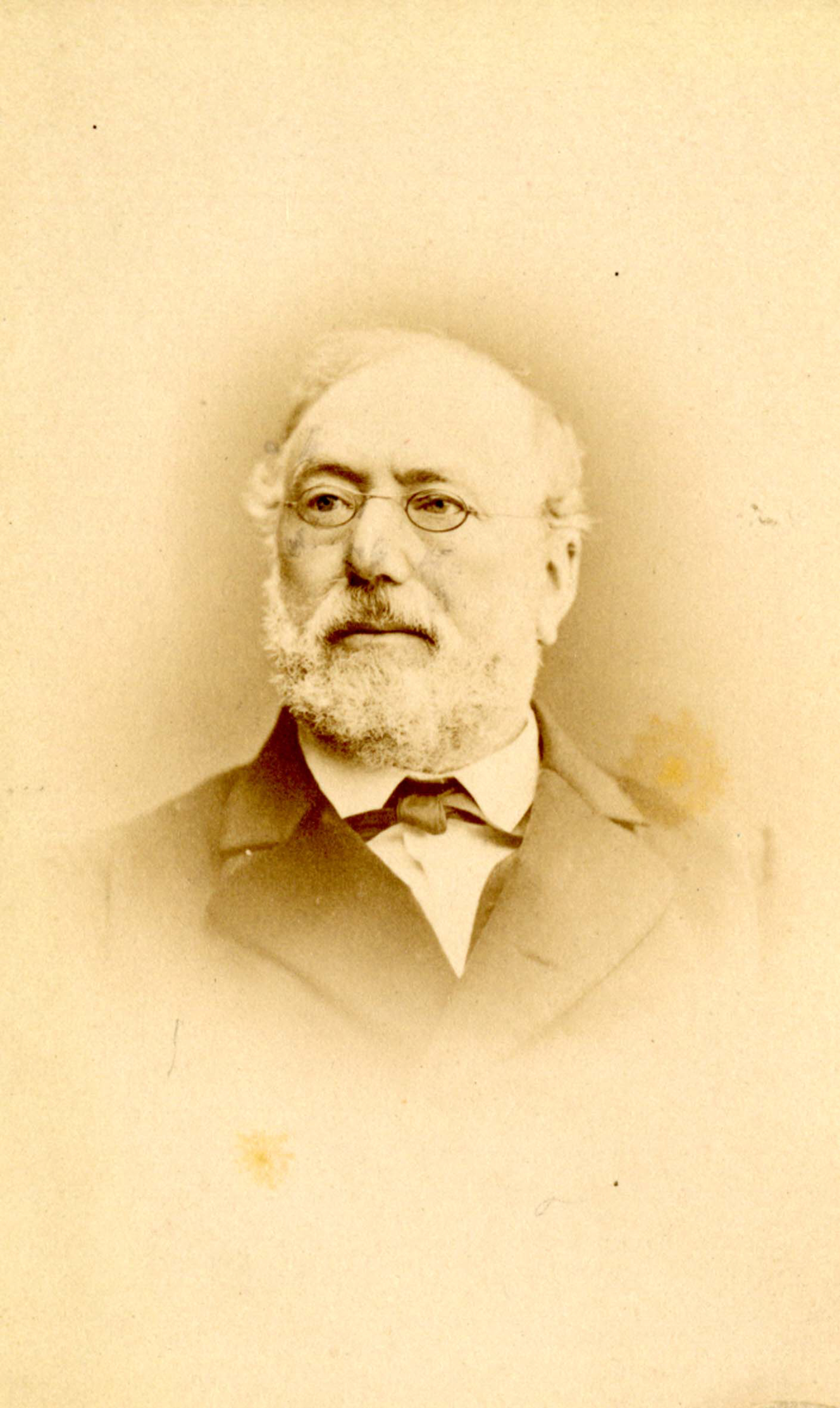
Politicus Antoine Carteret (1813-1889)

- Pierre Edmond Boissier (1810-1885), botanicus, ontdekkingsreiziger en wiskundige
- Alexandre Lombard (1810-1887), bankier, schrijver en filantroop
- Alexandre-Félix Alméras (1811-1868), politicus
- Jean-Jacques Challet-Venel (1811-1893), politicus, lid van de Bondsraad
- Solomon Malan (1812-1894), Zwitsers-Brits hugenoots geestelijke en polyglot
- Eliza von Wattenwyl-de Portes (1812-1914), feministe
- Antoine Carteret (1813-1889), politicus
- Valérie de Gasparin (1813-1894), schrijfster
- Abraham Louis Tourte (1818-1863), politicus

### 1820–1829

Politicus Pierre Tirard (1827-1893)

- Henri-Frédéric Amiel (1821-1881), filosoof, dichter en criticus
- Charles Samuel Bovy-Lysberg (1821-1873), pianist en componist
- Charles DuBois-Melly (1821-1905), Zwitsers kunstschilder en schrijver
- Betsy Cellérier (1822-1881), feministe
- Jules Roguin (1823-1908), advocaat, rechter, hoogleraar en politicus
- Gustave Castan (1823-1892), kunstschilder
- Charles Chalumeau (1823-1886), leraar en politicus
- Louis Favre (1826-1879), ingenieur
- Gustave Moynier (1826-1910), jurist
- Philippe Le Royer (1826-1897), Frans politicus
- Pierre Tirard (1827-1893), politicus
- Henri Dunant (1828-1910), oprichter van het Rode Kruis en Nobelprijswinnaar (1901)
- Hélène de Gingins (1828-1905), salonnière en feministe
- Alfred Newton (1829-1907), Brits zoöloog en ornitholoog
- Henri de Saussure (1829-1905), entomoloog en mineraloog

### 1830–1839

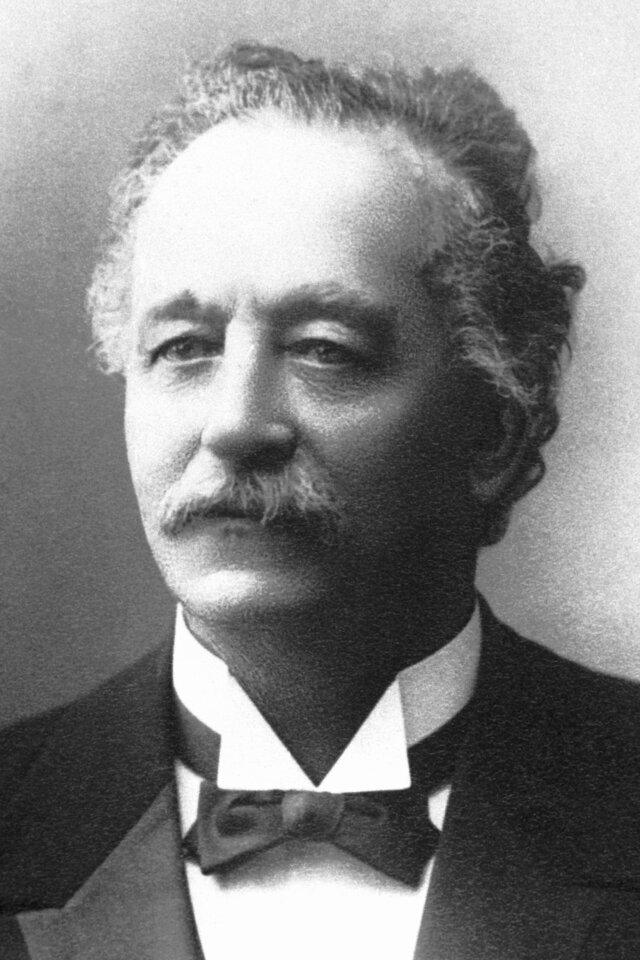
Journalist en vredesactivist Élie Ducommun (1833-1906)

- Élie Ducommun (1833-1906), journalist en Nobelprijswinnaar (1902)
- Anne Casimir Pyrame de Candolle (1836-1918), botanicus
- Edouard Castres (1838-1902), kunstenaar
- Victor Fatio (1838-1906), zoöloog

### 1840–1849

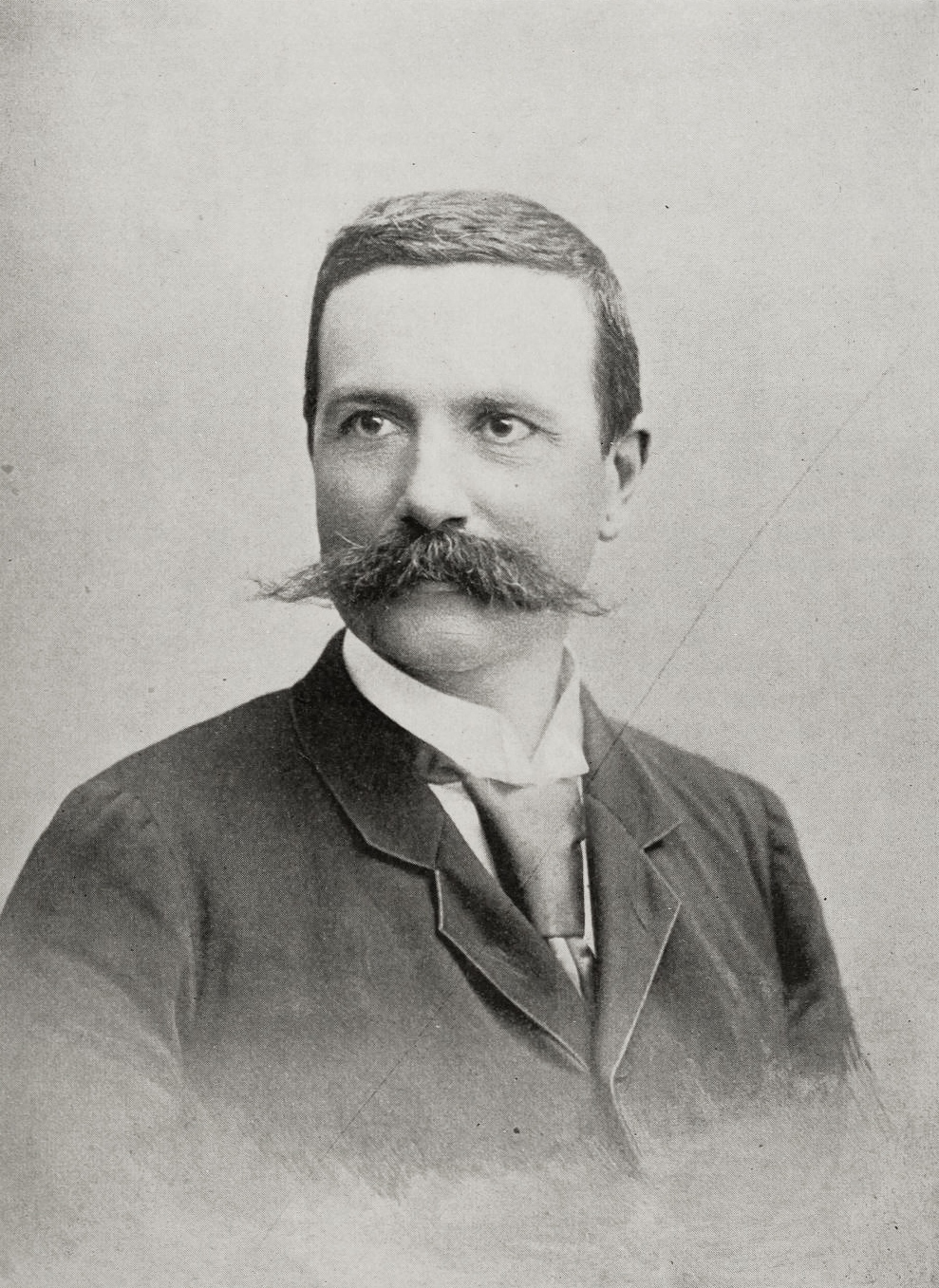
Ingenieur en politicus Théodore Turrettini (1845-1916)

- Léon Fulpius (1840-1927), architect
- Alfred de Claparède (1842-1922), diplomaat
- Édouard Sayous (1842-1898), Frans-Zwitsers historicus en onderwijzer
- Édouard Sarasin (1843-1917), fysicus
- Édouard Naville (1844-1926), bijbelgeleerde, egyptoloog, filoloog, burgemeester en hoogleraar
- Gustave Ador (1845-1928), politicus, lid van de Bondsraad, bondspresident van Zwitserland
- Théodore Turrettini (1845-1916), ingenieur en politicus
- Raoul Pictet (1846-1929), chemicus en natuurkundige
- Caroline Barbey-Boissier (1847-1918), schrijfster
- Auguste Baud-Bovy (1848-1899), kunstschilder
- Auguste Reverdin (1848-1908), medicus en hoogleraar
- Adrien Lachenal (1849-1918), politicus, lid van de Bondsraad, bondspresident van Zwitserland
- Emilie Lasserre (1849-1927), feministe, pianiste en componiste

### 1850–1859

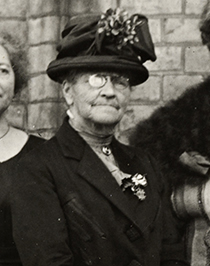
Feministe Pauline Chaponnière-Chaix (1850-1934)

- Pauline Chaponnière-Chaix (1850-1934), maatschappelijk werkster, verpleegster en feministe
- Charles Giron (1850-1914), kunstschilder
- Maria van Battenberg (1852-1923), Duitse prinses
- Théodore Flournoy (1854-1920), psycholoog en parapsycholoog
- Auguste Viollier (1854-1908), kunstschilder, illustrator en ontwerper van affiches
- Adrien Peyrot (1856-1918), architect
- Amé Pictet (1857-1937), chemicus
- Ferdinand de Saussure (1857-1913), taalwetenschapper
- Alfred Gautier (1858-1920), advocaat, rechter en hoogleraar

### 1860–1869

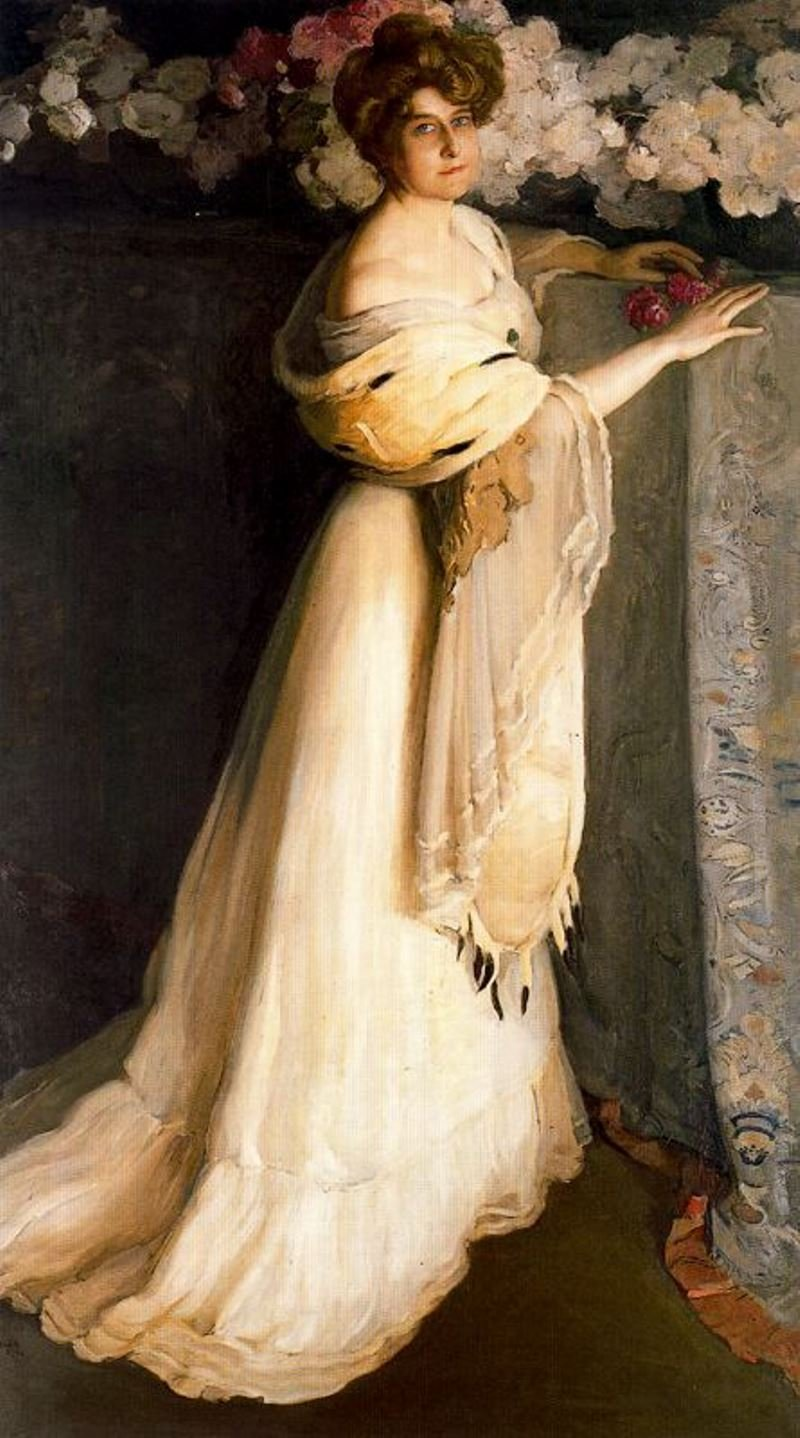
Kunstenares Hélène de Mandrot (1867-1948)

- Georges Wagnière (1862-1948), politicus
- Mathias Morhardt (1863-1939), Zwitsers-Frans journalist, schrijver, kunstcriticus en redacteur
- Hélène de Mandrot (1867-1948), kunstenares, kunstverzamelaarster en mecenas
- Sophie van Merenberg (1868-1927), edeldame
- René de Saussure (1868-1943), esperantist en wiskundige
- Frantz Fulpius (1869-1960), architect, politicus en bestuurder

### 1870–1879

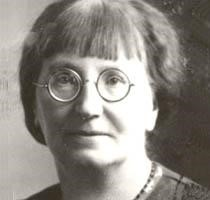
Kunstschilderes Alice Bailly (1872-1938)

- Marguerite Champendal (1870-1928), arts
- Alice Bailly (1872-1938), kunstschilderes
- Édouard Claparède (1873-1940), neuroloog en psycholoog
- Edmond Fleg (1874-1963), Zwitsers-Frans schrijver.
- Noëlle Roger (1874-1953), schrijfster en verpleegster
- Théodore Aubert (1878-1963), advocaat en politicus
- Émilie Gourd (1879-1946), feministe en redactrice
- Charles Laeser (1879-1959), wielrenner

### 1880–1889

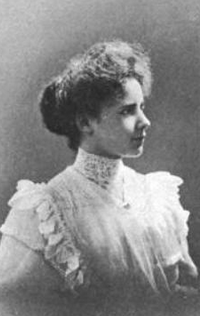
Ingenieur Cécile Biéler-Butticaz (1884-1966)

- Ernest Bloch (1880-1959), Amerikaans componist
- Julien Flegenheimer (1880-1938), architect
- Emilia Cuchet-Albaret (1881-1962), onderwijzeres en schrijfster
- Mina Audemars (1883-1971), pedagoge
- Cécile Biéler-Butticaz (1884-1966), ingenieur
- Madeleine Chenevière (1884-1972), maatschappelijk werkster
- Henri de Ziegler (1885-1970), hoogleraar, filoloog en schrijver
- Marguerite Frick-Cramer (1887-1963), historica en lid van het Internationaal Comité van het Rode Kruis
- Hector Hodler (1887-1920), journalist en esperantist
- Maggy Breittmayer (1888-1961), violiste
- Fernande Peyrot (1888-1978), muzieklerares en componiste

### 1890–1899
- Eva Lombard (1890-1978), missiearts
- Frank Martin (1890-1974), componist
- Marcel Perrière (1890-1966), wielrenner
- Charles Journet (1891-1975), kardinaal
- Richard Norris Williams (1891-1968), Amerikaans tennisser
- Charles Martinet (1894-1976), wielrenner
- Claire-Lise Monnier (1894-1978), kunstschilderes
- Marguerite Roesgen-Champion (1894-1976), pianiste en componiste
- Marguerite de Beaumont (1895-1986), Zwitserse kloosterzuster
- Michel Simon (1895-1975), acteur
- Alice Wiblé (1895-1967), letterkundige, feministe en redactrice
- Laure Dupraz (1896-1967), pedagoge
- Charles Panzéra (1896-1976), opera- en concertbariton
- Marius Jaccard (1898-1978), ijshockeyspeler, olympisch deelnemer
- Walter von Siebenthal (1899-1958), ijshockeyer, olympisch deelnemer

### 1900–1909
- Jean Gehret (1900-1956), acteur en filmproducent
- Andrée Rochat-Aeschlimann (1900-1990), pianiste en componiste
- Paul Martin (1901-1987), atleet, olympisch medaillewinnaar, medicus en schrijver
- Henriette Cartier (1902-1994), feministe
- Alix Choisy-Necker (1902-1979), feministe
- Alfred Dattner (1902-1993), autocoureur
- Marcelle Bard (1903-1988), theologe en geestelijke
- Paul André (1905-1993), schrijver
- Pierre Jaccoud (1905-1996), Zwitserse advocaat en politicus
- Frank Séchehaye (1907-1982), voetballer
- Germaine Epierre (1908-1997), actrice
- Jean Lasserre (1908-1983), Frans predikant
- Lucienne Bloch (1909-1999), Amerikaans kunstenares (o.a. beeldhouwster en fotografe)

### 1910–1919

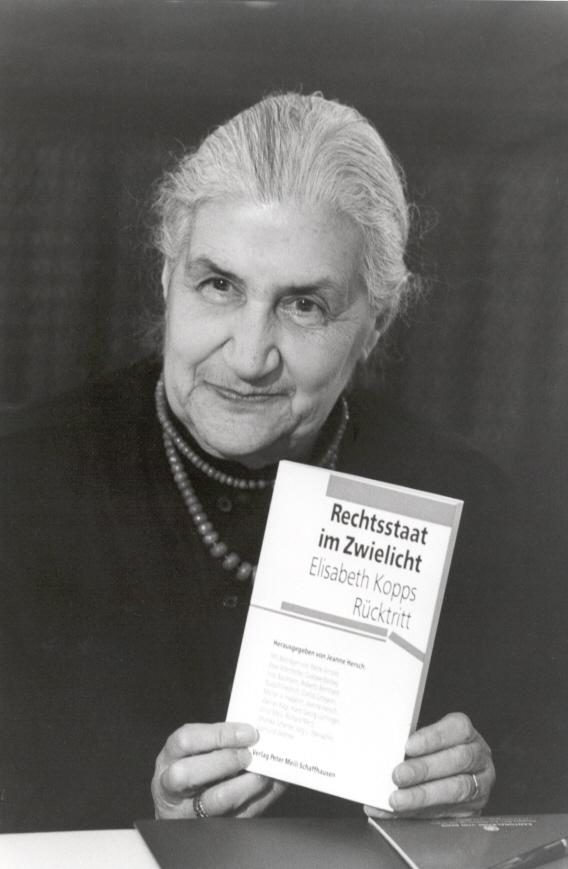
Filosofe Jeanne Hersch (1910-2000)

- Jeanne Hersch (1910-2000), filosofe
- Pierre Segond (1913-2000), organist en muziekpedagoog
- Luctor Ponse (1914-1998), Nederlands componist en pianist
- Pernette Chaponnière (1915-2008), bibliothecaresse, journaliste en schrijfster
- Julia Chamorel (1916-2009), schrijfster
- Anne Torcapel (1916-1988), architecte
- François Simon (1917-1982), acteur
- François Peyrot (1918-1998), architect, bestuurder en politicus
- Robert Pinget (1919-1997), schrijver

### 1920–1929

Politica Lise Girardin (1921-2010)

- Paul Halter (1920-2013), Belgisch Auschwitz-overlevende
- Jean Starobinski (1920-2019), hoogleraar ideeëngeschiedenis, Franse literatuur en medische geschiedenis
- Vico Torriani (1920-1998), schlagerzanger, acteur, showmaster en kookboekenschrijver
- Yvette Z'Graggen (1920-2012), radiopresentatrice en schrijfster
- Roger Bocquet (1921-1994), voetballer
- Lise Girardin (1921-2010), politica, eerste vrouwelijke burgemeester van Genève
- Jeanne-Marie de Boccard (1922), feministe en diplomate
- Marc Camoletti (1923-2003), Frans toneelschrijver
- Anne-Marie Piuz (1923-2010), economische historica en hooglerares
- Nelly Wicky (1923-2020), onderwijzeres en politica
- Juliette Brac (1926), Franse actrice
- Guy Fontanet (1927-2014), advocaat en politicus
- Charles Kunz (1928-2009), voetballer
- Jean Vanier (1928-2019), Canadees katholiek filosoof en humanitair activist
- Claude Goretta (1929-2019), film- en televisieregisseur
- Marcel Mauron (1929-2022), voetballer
- Alain Tanner (1929-2022), filmregisseur

### 1930–1939
- Hendrik Philip Visser 't Hooft (1930-2008), Nederlands hoogleraar rechtsfilosofie en de rechtsmethodologie
- Raniero Vanni d'Archirafi (1931), Italiaans politicus, lid van de Europese Commissie
- Nelly Borgeaud (1931-2004), actrice
- Emilie Benes Brzezinski (1932-2022), Zwitsers-Amerikaanse beeldhouwster
- Michel Soutter (1932-1991), filmregisseur
- Renée Colliard (1933-2022), alpineskiester en olympisch kampioene
- André Grobéty (1933-2013), voetballer
- Marie Lambert (1935-1961), bakkeniste
- Aga Khan IV (1936), imam
- Lionel Rogg (1936), organist, componist en muziekpedagoog
- Daniel Humair (1938), jazzdrummer, componist en kunstschilder
- Marcel Boisard (1939-2024), diplomaat

### 1940–1949
- Jean-Luc Bideau (1940), acteur
- Jacques Barlie (1941), voetballer
- René Binggeli (1941), wielrenner
- André Bosson (1941-2025), voetballer
- Anne Gallet (1942), klavecimbelspeler
- Louis Schweitzer (1942), Frans zakenman
- Michel Tabachnik (1942), dirigent en componist
- Gabrielle Chambordon (1944), schrijfster
- Hans Polak (1945-2016), Nederlands journalist en tv-programmamaker
- John M. Armleder (1948), kunstenaar

### 1950–1959

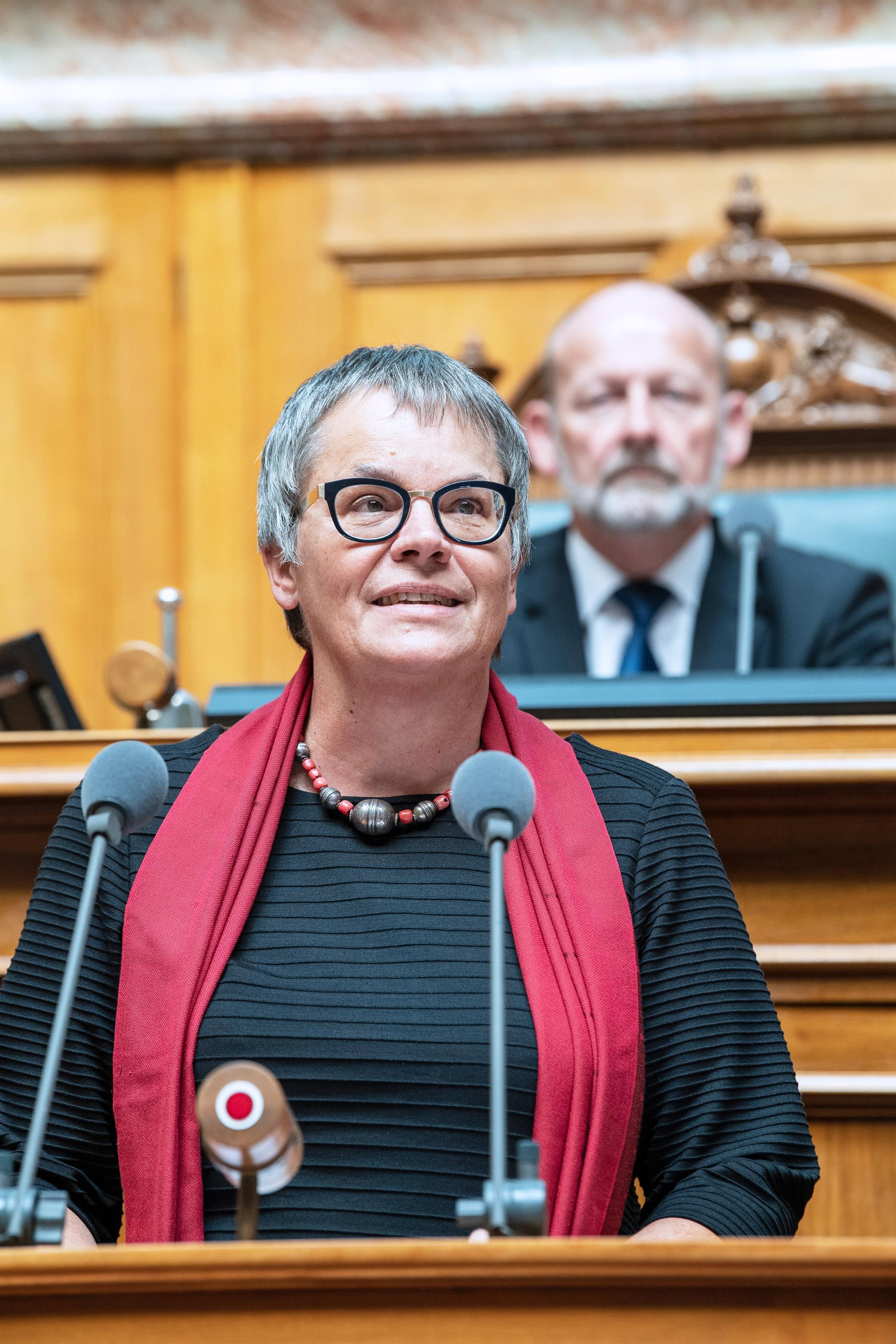
Politica Liliane Maury Pasquier (1956)

- Michel Kiener (1950), klavecimbelspeler en pianist
- Léa Pool (1950), Canadese filmregisseur
- Carole Vinci (1950), zangeres
- Claude Andrey (1951), voetballer
- Marc Schnyder (1952), voetballer
- Gérard Castella (1953), voetballer
- Michel Frutschi (1953-1983), motocoureur
- Jacques Demierre (1954), pianist en componist
- Michel Pont (1954), voetballer
- Michel Decastel (1955), voetballer
- Serge Demierre (1956), wielrenner
- Liliane Maury Pasquier (1956), politica
- Kate Burton (1957), Amerikaanse actrice
- Thierry van Werveke (1958-2009), Luxemburgs acteur en zanger
- Marco Gentile (1959-1989), motorcoureur
- Corinne Jaquet (1959), journaliste en schrijfster

### 1960–1969
- Robert Fabbri (1961), auteur
- André Klopmann (1961), schrijver en hoge ambtenaar
- Luigi Furlan (1962), Italiaans wielrenner
- Willem Middelkoop (1962), Nederlands publicist, fotograaf, ondernemer en beurscommentator
- Tariq Ramadan (1962), filosoof en islamoloog
- Jean-Denis Délétraz (1963), autocoureur
- Corinne Maier (1963), Franse schrijfster, econome en psychoanalytica
- Alain Menu (1963), autocoureur
- Laurence Boissier (1965-2022), schrijfster
- Jean-Michel Aeby (1966), voetballer
- Darius Rochebin (1966), journalist
- Jeff Agoos (1968), Amerikaans voetballer

### 1970–1979
- Emmanuel Pahud (1970), Frans-Zwitsers fluitist
- Marc Rosset (1970), tennisser
- Sandrine Salerno (1971), politica, burgemeester van Genève
- Nicolas Masson (1972), jazzmuzikant en componist
- Emanuel Filibert van Savoye (1972), troonpretendent van Italië
- Eddy Barea (1973), voetballer
- Hadrien Jourdan (1973), klavecimbelspeler en organist
- Jean-Pierre La Placa (1973), voetballer
- Cindy Albracht (1975), Nederlands violiste
- Marc Bauer (1975), kunstenaar
- Martin Hairer (1975), Oostenrijks wiskundige
- Thierry Loder (1975), Frans wielrenner
- Emmanuelle Gagliardi (1976), tennisster
- Cédric Grand (1976), bobsleeër
- Patrick Müller (1976), voetballer
- Johann Vogel (1977), voetballer
- David Aebischer (1978), ijshockeyer en olympisch deelnemer
- Sébastien Roth (1978), voetballer
- Mickaël Buffaz (1979), wielrenner
- Joost Röselaers (1979), Nederlands theoloog

### 1980–1989
- Giorgio Mondini (1980), autocoureur
- Alexandre Geijo (1982), Spaans-Zwitsers voetballer
- Joël Dicker (1985), schrijver
- Jakob Fuglsang (1985), Deens wielrenner
- Florence Haring (1985), Franse tennisspeelster
- Philippe Senderos (1985), voetballer
- Romain Grosjean (1986), autocoureur
- Reto Ziegler (1986), voetballer
- Edoardo Mortara (1987), Zwitsers-Frans-Italiaans autocoureur
- Lisa Mazzone (1988), politica
- Katerina Graham (1989), Amerikaanse actrice, zangeres en model

### 1990–1999
- Mélanie René (1990), zangeres
- Dylan Gissi (1991), Algerijns-Zwitserse voetballer
- Alexandre Liess (1991), zwemmer
- Arnaud Tonus (1991), motorcrosser
- Elise Chabbey (1993), wielrenster
- Jérémy Desplanches (1994), zwemmer
- Dereck Kutesa (1996), Zwitsers-Angolees voetballer
- Julien Wanders (1996), atleet
- Denis Zakaria (1996), voetballer
- Louis Delétraz (1997), autocoureur

### Vanaf 2000
- Zeki Amdouni (2000), voetballer
- Lorenzo González (2000), Zwitsers-Spaans voetballer
- Kastriot Imeri (2000), voetballer
- Bećir Omeragić (2002), voetballer
- Smilla Vallotto (2004), voetbalster
- Johan Manzambi (2005), voetballer

## Overleden in Genève

### Voor 1800

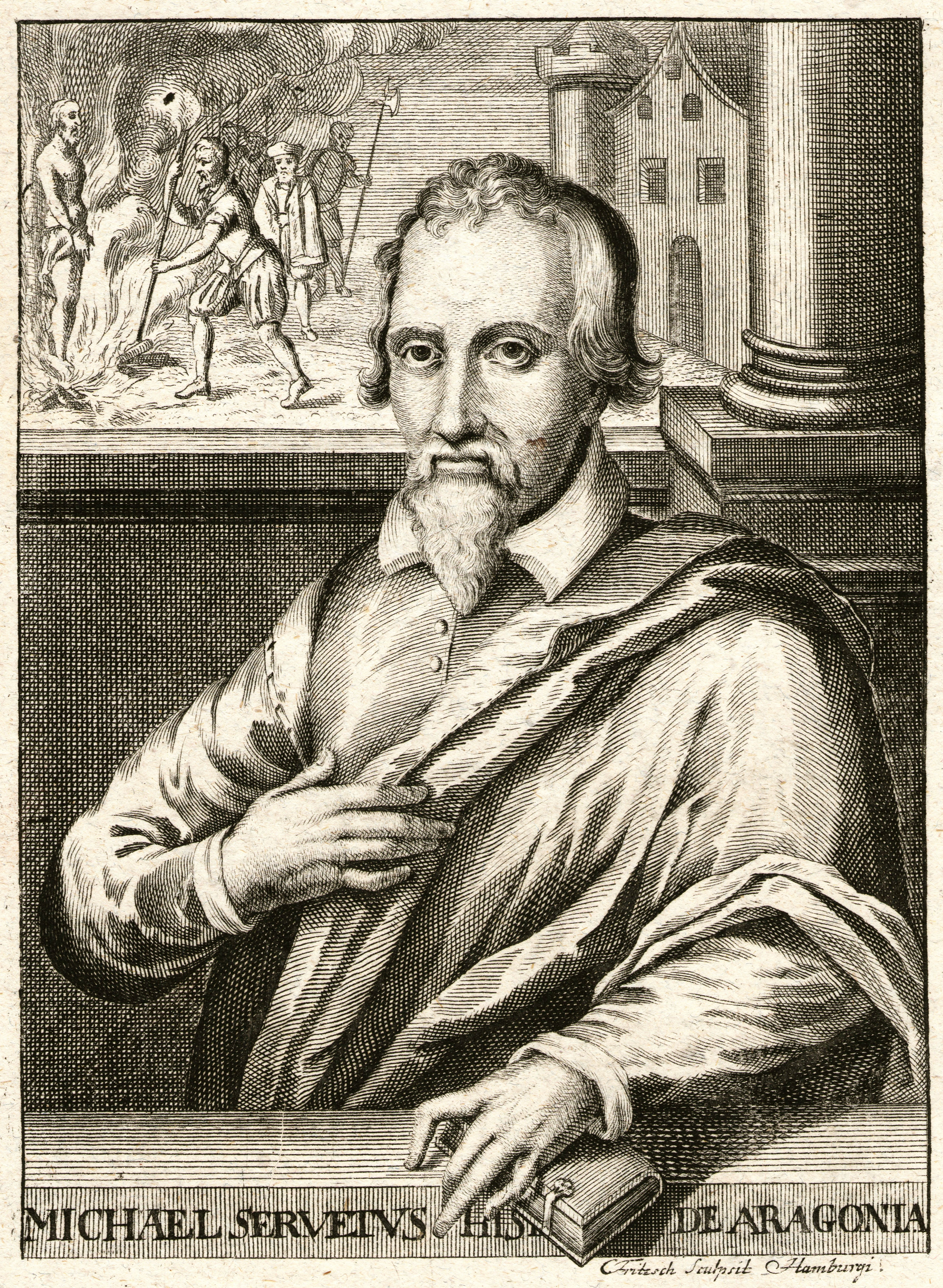
Arts en theoloog Michael Servetus (1511-1553)

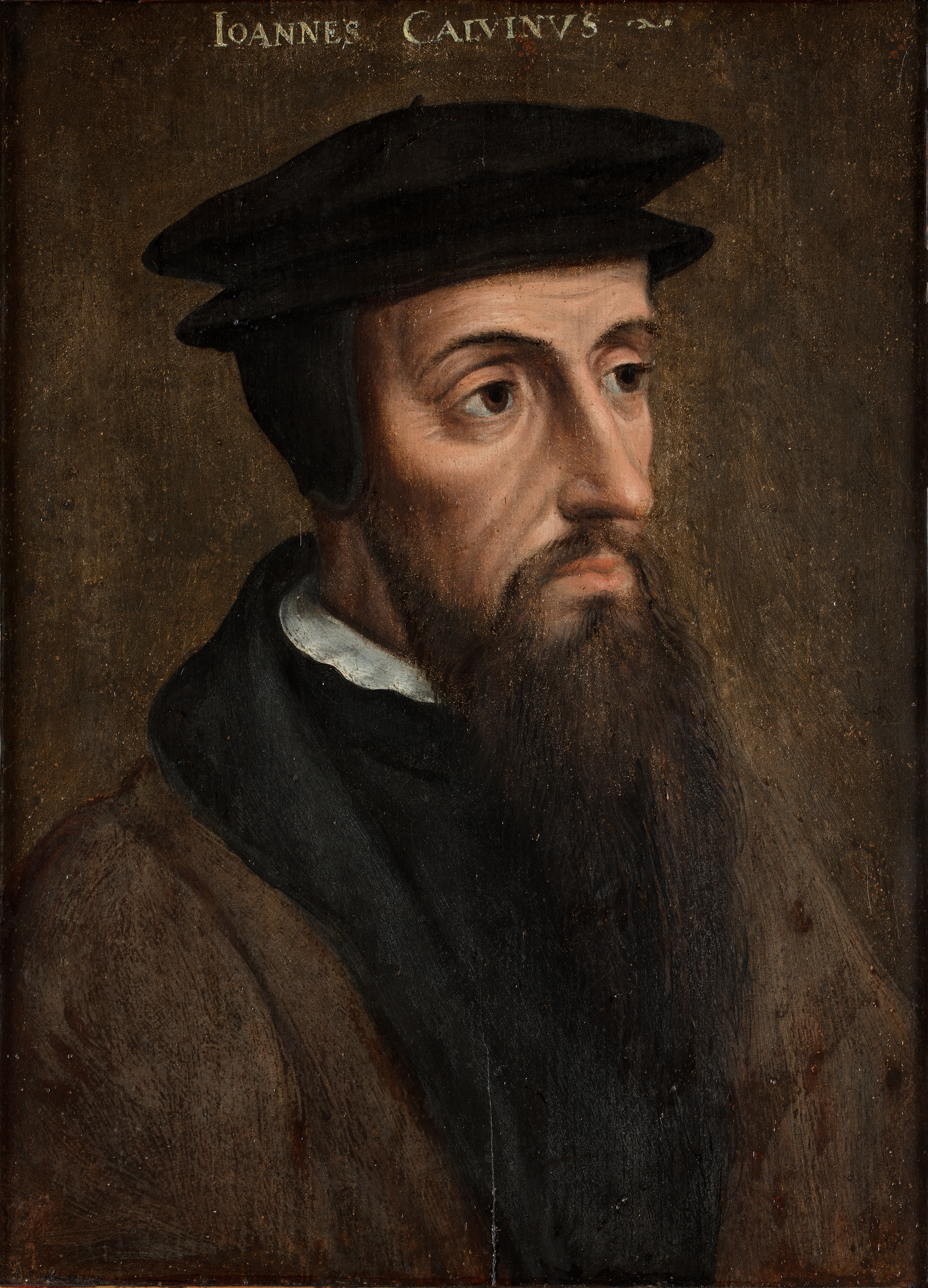
Theoloog Johannes Calvijn (1509-1564)

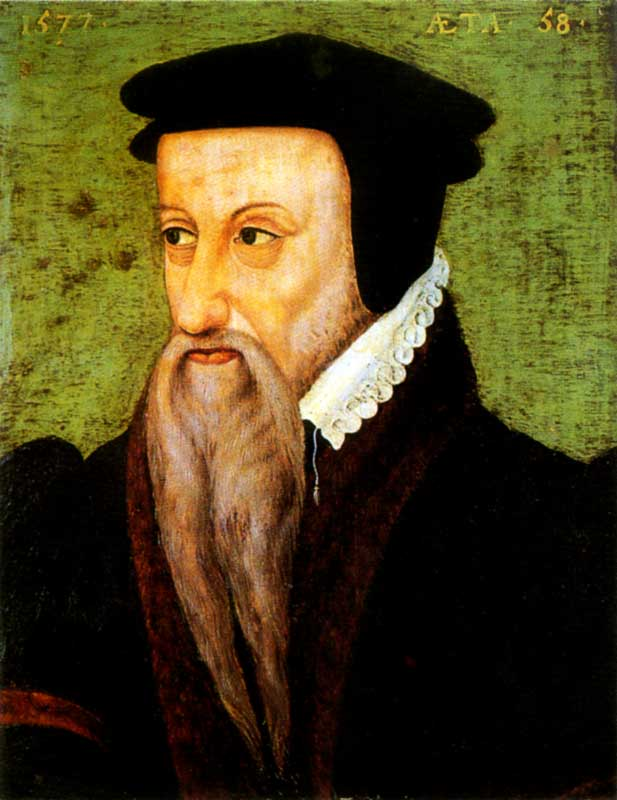
Rechtsgeleerde en theoloog Theodorus Beza (1519-1605)

- Idelette de Bure (1505-1549), vrouw van Johannes Calvijn
- Michael Servet (1511-1553), Spaanse arts en theoloog
- Robert Estienne (1503-1559), Frans humanist, taalgeleerde, drukker en uitgever
- Johannes Calvijn (1509-1564), theoloog
- Mathurin Cordier (1479/1480-1564), Frans grammaticus, theoloog en kerkhervormer
- Ligier Richier (1500-1567), Frans beeldhouwer
- Conrad Badius (1510-1568), Frans humanistisch drukker
- Theodorus Beza (1519-1605), rechtsgeleerde en theoloog
- Alphonse Pollot (1602-1668), militair in Staatse dienst
- François Poullain de La Barre (1647-1723), geestelijke, schrijver, cartesiaans filosoof en vroeg feminist
- Horace-Bénédict de Saussure (1740-1799), natuuronderzoeker, landmeter en alpinist

### 1800–1899

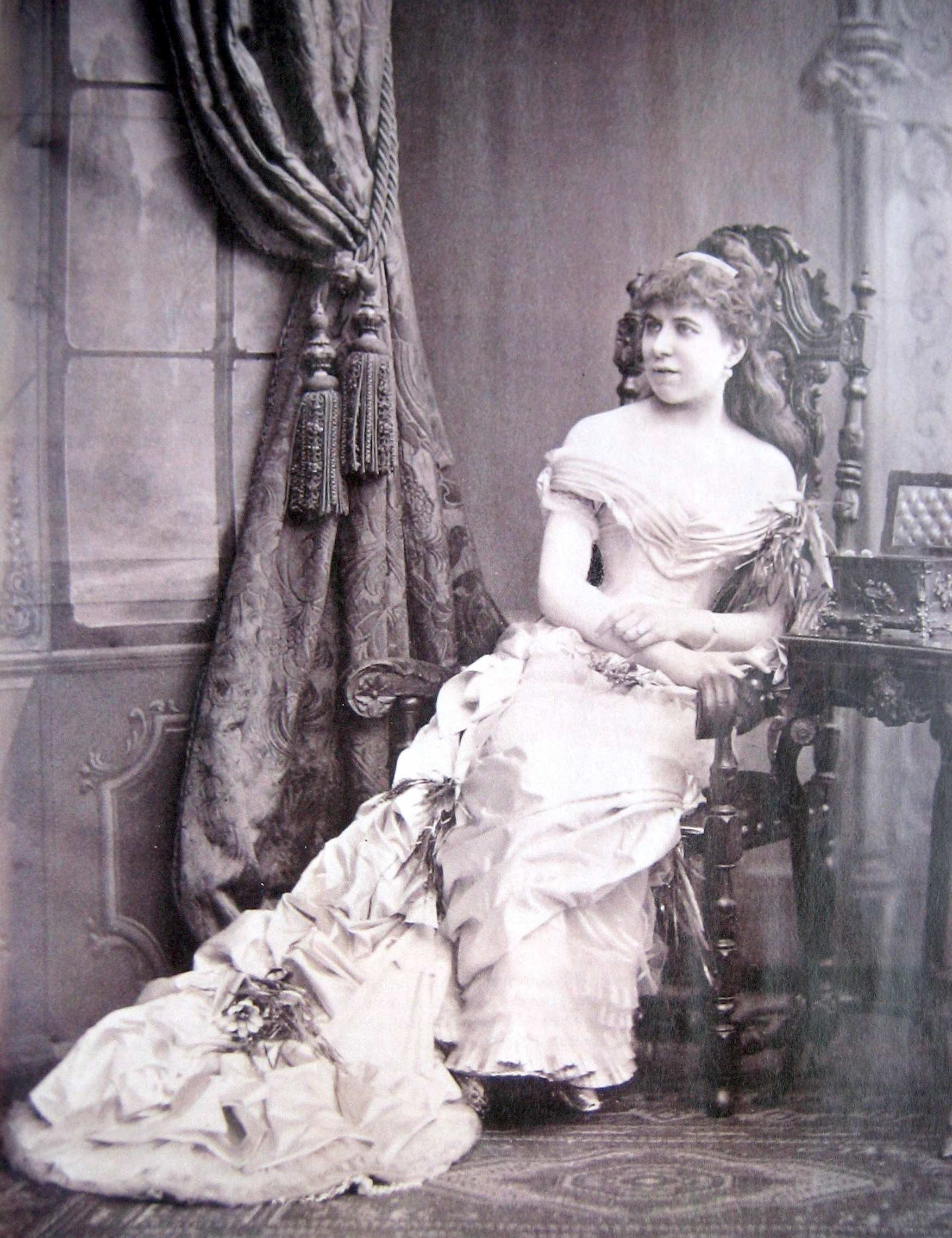
Filantrope en mecenas Lydia Welti-Escher (1858-1891)

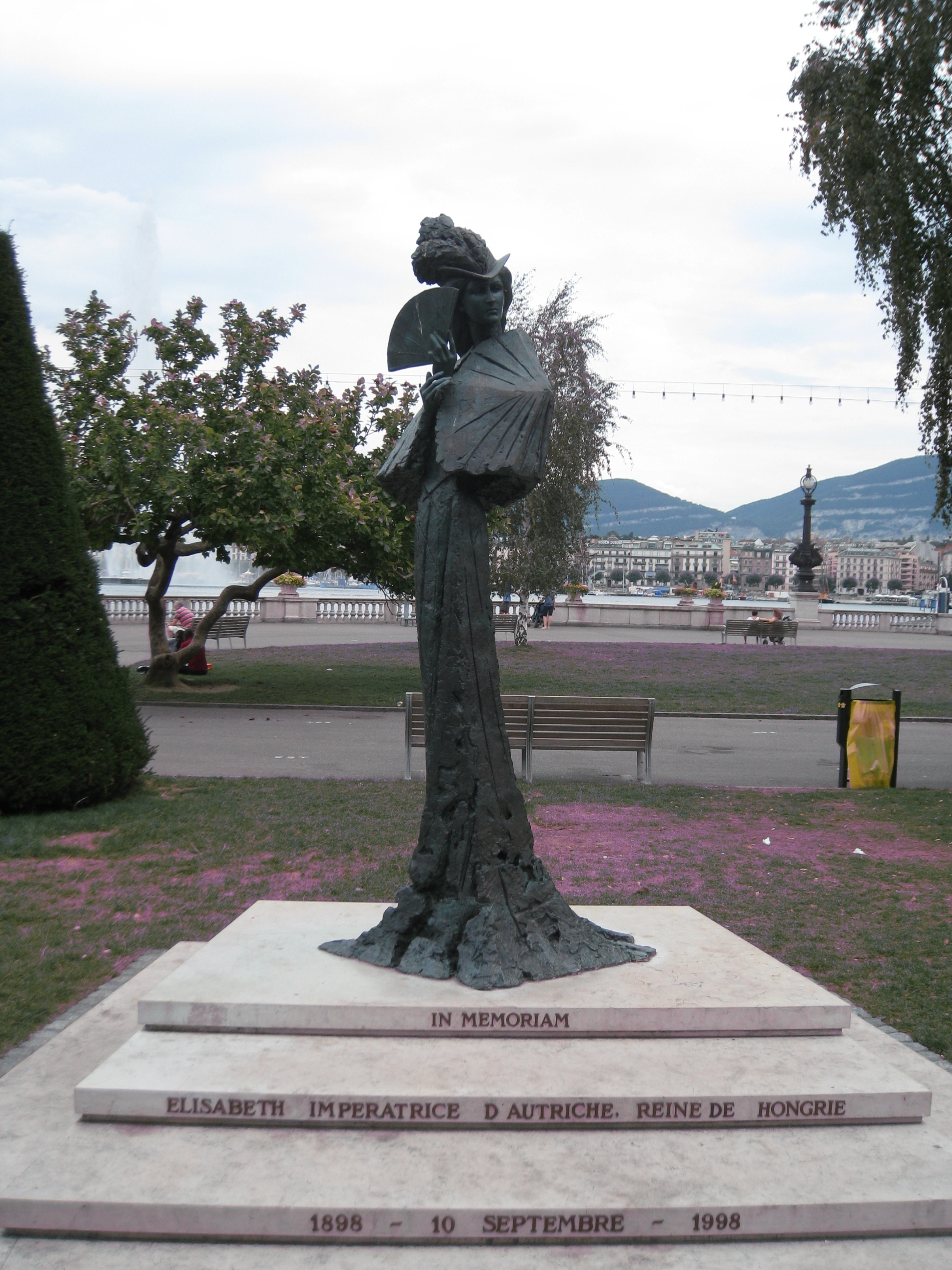
Beeld van de Oostenrijkse keizerin Elisabeth "Sisi" in Beieren (1837-1898) in Genève

- Rudolphe Kreutzer (1766-1831), Franse componist, violist, dirigent en muziekpedagoog
- Maria Theresia van Oostenrijk-Este (1773-1832), Oostenrijkse prinses
- Jacob Fagel (1766-1835), Nederlands diplomaat
- George Thomas Napier (1784-1855), Brits generaal
- Nancy Mérienne (1792/1793-1860), kunstschilderes
- Ferdinand Lassalle (1825-1864), Duits socialistisch theoreticus en politicus
- Jules Pierre Rambur (1801-1870), Frans arts en entomoloog
- Karel II van Brunswijk (1804-1873), hertog van Brunswijk
- Guillaume Henri Dufour (1787-1875), generaal en topograaf
- Jules Martin (1824-1875), advocaat en politicus
- Aleksandr Barjatinski (1814/1815-1879), Russische veldmaarschalk
- Louis Denzler (1806-1880), militair en politicus
- Józef Ignacy Kraszewski (1812-1887), Pools edelman en schrijver
- Lydia Welti-Escher (1858-1891), filantrope en mecenas
- Charles Lafontaine (1803-1892), Frans-Zwitsers magnetiseur en hypnotiseur
- Alphonse Pyramus de Candolle (1806-1893), Zwitsers botanicus
- Elisabeth in Beieren (1837-1898), keizerin van Oostenrijk-Hongarije

### 1900–1909
- Edmond De la Rive (1847-1902), professor en militair
- Hermann de Pourtalès (1847-1904), zeiler en olympisch kampioen
- Nancy-Marie Vuille (1867-1906), schrijfster en vertaalster
- Henri Cazalis (1840-1909), Frans arts, dichter en letterkundige

### 1910–1919
- Luigi Lucheni (1873-1910), Italiaans activist en moordenaar van keizerin Elisabeth van Oostenrijk-Hongarije
- Friedrich Lüthi (1850-1913), schutter, olympisch kampioen
- James Bates (1844-1914), Amerikaans militair en ondernemer
- Marie Chassevant (1836-1914), Franse muziekpedagoge
- Antonio Flores Jijón (1833-1915), Ecuadoraans politicus
- Matthias Zurbriggen (1856-1917), alpinist
- Ferdinand Hodler (1853-1918), kunstschilder
- Emil Jellinek (1853-1918), Oostenrijks-Hongaarse consul en internationaal zakenman
- Henri Kling (1842-1918), Frans componist, muziekpedagoog, dirigent, organist en hoornist

### 1920–1929
- Elsa Buol (1892-1920), kleuteronderwijzeres en feministe
- Vilfredo Pareto (1848-1923), Italiaans econoom
- Lucien de la Rive (1834-1924), fysicus
- Francisco de Paula del Villar y Carmona (1860-1927), Spaans architect
- Henriette Saloz-Joudra (1855-1928), Russisch-Zwitserse arts
- Hélène Smith (1861-1929), Franse helderziende

### 1930–1939
- Curt van de Sandt (1885-1930), Duits-Nederlands bobsleeër
- Louis Varlez (1863-1930), Belgisch politicus en econoom
- Camille Vidart (1854-1930), Frans-Zwitserse onderwijzeres, feministe en pacifiste
- Robert Buser (1857-1931), botanicus
- Marie Brechbühl (1857-1933), pedagoge
- François Barraud (1899-1934), kunstschilder
- Clara Guthrie d'Arcis (1879-1937), Amerikaans-Zwitserse feministe en pacifiste
- Pierre de Coubertin (1863-1937), Frans historicus, pedagoog en oprichter van de moderne Olympische Spelen
- Ricardo Samper (1881-1938), Spaans politicus

### 1940–1949

Zeilster Hélène de Pourtalès (1868-1945)

- Ludwig Quidde (1858-1941), Duits pacifist en Nobelprijswinnaar
- Samuel Muller van Voorst (1858-1942), Nederlands koopman en politicus
- Robert Musil (1880-1942), Oostenrijks schrijver
- Olindo Gorni (1879-1943), Italiaans agronoom en activist
- Ernest Guglielminetti (1862-1943), arts, uitvinder en hoogteonderzoeker
- Peider Lansel (1863-1943), dichter
- Abbas II van Egypte (1874-1944), kedive van Egypte
- Jean Carl (1877-1944), entomoloog
- Hélène de Pourtalès (1868-1945), zeilster en olympisch kampioen

### 1950–1959
- Dinu Lipatti (1917-1950), Roemeense pianist en componist
- Richard Baseleer (1867-1951), Belgisch kunstschilder, aquarellist en etser
- Bruno Leuzinger (1886-1952), ijshockeyspeler, olympisch deelnemer
- Paul Dinichert (1878-1954), diplomaat en ambtenaar
- Henri Demiéville (1888-1956), zwemmer en waterpoloër, olympisch deelnemer
- Aimée Rapin (1868-1956), kunstschilderes

### 1960–1969

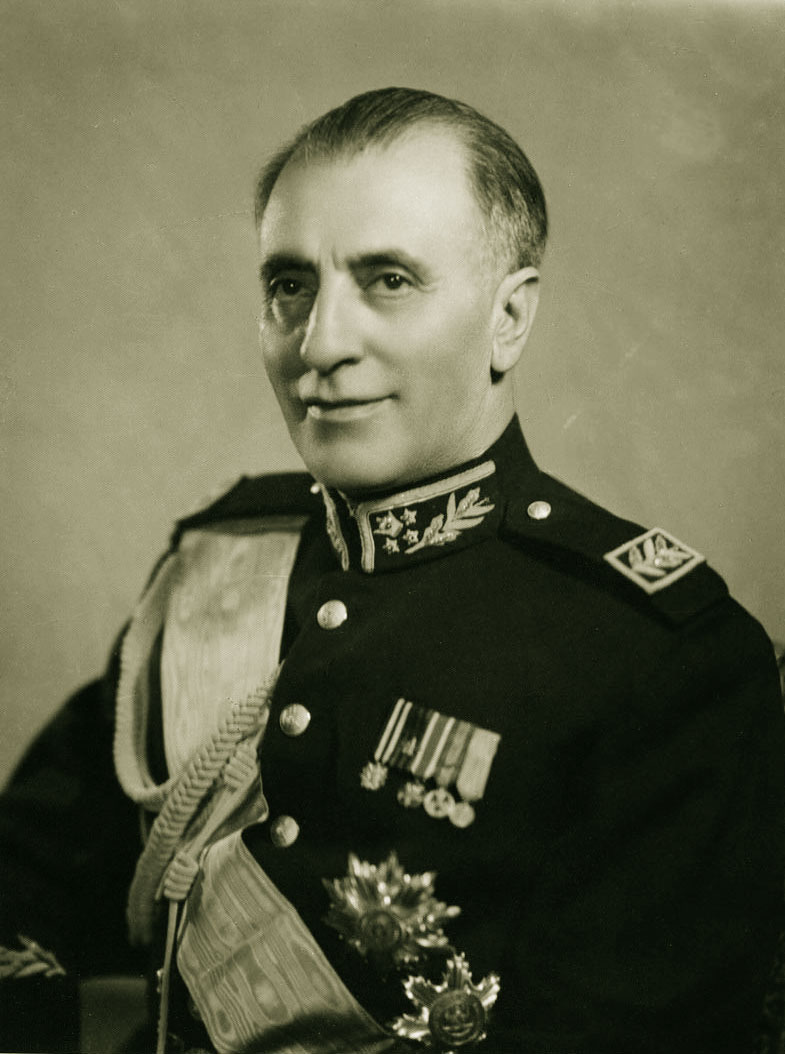
Generaal en premier van Iran Fazlollah Zahedi (1897-1963)

- Hans Wilsdorf (1881-1960), Duits-Brits ondernemer
- Alfred Amiguet (1885-1963), journalist, communist en anarchist
- Fazlollah Zahedi (1897-1963), Iraanse generaal en eerste minister
- Josef Imbach (1894-1964), atleet, olympisch deelnemer
- Flora Revalles (1889-1966), actrice
- Wilhelm Röpke (1899-1966), Duits econoom
- Albert Thiry (1866-1966), Frans componist en dirigent
- Alfred Felber (1886-1967), roeier en olympisch kampioen
- Henri Rheinwald (1884-1968), wielrenner
- Ernest Ansermet (1883-1969), dirigent, componist en musicoloog

### 1970–1979
- René Ricolfi-Doria (1901-1970), zwemmer en waterpoloër, olympisch deelnemer
- Louise Lafendel (1872-1971), pedagoge
- Edgar Snow (1905-1972), Amerikaans journalist en auteur
- Jean Washer (1894-1972), Belgisch tennisser
- Arnold Hoechel (1889-1974), architect, hoogleraar en redacteur
- Josef Krips (1902-1974), Oostenrijks dirigent en violist
- Darius Milhaud (1892-1974), Franse componist en muziekpedagoog
- Eugénie Droz (1893-1976), uitgeefster
- Sture Petrén (1908-1976), Zweeds diplomaat
- Zofia Stryjeńska (1891-1976), Poolse schilderes en schrijfster
- Mwambutsa IV van Burundi (1912-1977), koning van Burundi
- Ignazio Silone (1900-1978), Italiaans schrijver en politicus
- Louise van Eeghen (1884-1979), Nederlandse feministe en vredesactiviste

### 1980–1989
- François Fosca (1881-1980), schrijver, kunstschilder, kunstcriticus en onderwijzer
- Ludwig Hohl (1904-1980), schrijver en dichter
- Jean Piaget (1896-1980), psycholoog
- Albert Cohen (1895-1981), schrijver en dichter
- Arthur Rubinstein (1887-1982), Pools-Amerikaans pianist
- Umberto II van Italië (1904-1983), koning van Italië
- Alberto Ginastera (1916-1983), Argentijns componist en muziekpedagoog
- Clifford Thornton (1936-1983), Amerikaanse jazz-trombonist en -trompettist
- Jan Vogel (1902-1983), Nederlands accordeonist, componist en dirigent
- Willem Visser 't Hooft (1900-1985), Nederlands theoloog
- Denis de Rougemont (1906-1985), denker en schrijver
- Jorge Luis Borges (1899-1986), Argentijns dichter, essayist en schrijver
- Pierre Fournier (1906-1986), Frans cellist
- Hélène Rivier (1902-1986), bibliothecaresse
- Uwe Barschel (1944-1987), Duits politicus
- Eugénie van Griekenland (1910-1989), Griekse prinses
- Théodore Stravinsky (1907-1989), Frans-Russisch kunstschilder

### 1990–1999

Wiskundige André Chavanne (1916-1990)

- André Chavanne (1916-1990), wiskundige, onderwijzer, redacteur en politicus
- Jeanne Kunkler (1894-1990), schrijfster en redactrice
- Léon Van Hove (1924-1990), Belgisch fysicus
- Paul Alfons von Metternich-Winneburg (1917-1992), Duits-Oostenrijkse wijnbouwer en autocoureur
- Pierre-Paul Schweitzer (1912-1994), Frans ambtenaar en directeur-generaal van het IMF
- Roberto Ago (1907-1995), Italiaans jurist, hoogleraar en rechter
- Saïd Ramadan (1926-1995), Egyptisch activist
- Martin Disler (1949-1996), kunstschilder en tekenaar
- Bernard Schulé (1909-1996), Zwitsers componist, organist en pianist
- Nicolas Bouvier (1929-1998), schrijver, reiziger, journalist en fotograaf
- François Peyrot (1918-1998), architect, bestuurder en politicus

### 2000–2009
- Norman Granz (1918-2001), Amerikaanse producent en impresario
- Pierre Pidoux (1905-2001), theoloog, organist en musicoloog
- Gerhart Riegner (1911-2001), Duits godsdienstfilosoof en Joods verzetsstrijder
- Vlado Perlemuter (1904-2002), Litouws-Franse pianist
- Karl Hass (1912-2004), Duits oorlogsmisdadiger
- Gyula Marsovszky (1936-2004), motorcoureur
- Aimée Stitelmann (1925-2004), vluchtelingenhelpster, pedagoge en onderwijzeres
- Francy Boland (1929-2005), Belgisch jazzpianist, componist en arrangeur
- Michel Kervaire (1927-2007), wiskundige
- Carlo Ponti (1912-2007), Italiaans filmproducent
- Fons Rademakers (1920-2007), Nederlands acteur, filmregisseur en filmproducent
- Jacques Piccard (1922-2008), oceanograaf
- André Bucher, beeldhouwer (1924-2009), beeldhouwer, schilder en graficus

### 2010–2019

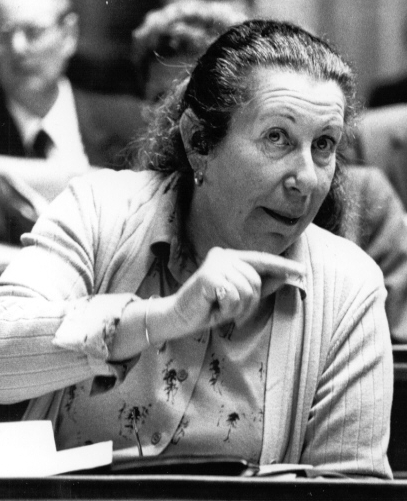
Politica Amélia Christinat (1926-2016)

- Jacques Fatton (1925-2011), voetballer
- Ahmad Mansour (1960-2011), Iraans-Amerikaans jazzgitarist en componist
- Roland Petit (1924-2011), Frans choreograaf en balletdanser
- Simon van der Meer (1925-2011), Nederlands ingenieur, natuurkundige en Nobelprijswinnaar
- Nayef bin Abdoel Aziz al-Saoed (1934-2012), kroonprins van Saoedi-Arabië
- Joseph Moerman (1920-2012), Belgische geestelijke
- Péter Pázmándy (1938-2012), Hongaars voetballer
- Guido Altarelli (1941-2015), Italiaans fysicus
- Diederik Fabius (1943-2015), Nederlands militair
- Amélia Christinat (1926-2016), politica
- John Löfblad (1927-2016), Zweeds syndicalist
- Halfdan Mahler (1923-2016), Deens arts en directeur-generaal van de WHO
- Joël Robuchon (1945-2018), Franse kok
- Abbey Simon (1920-2019), Joods-Amerikaans pianist
- Lodewijk Woltjer (1930-2019), Nederlands astronoom

### Vanaf 2020
- Jack Steinberger (1921-2020), Duits-Amerikaans natuurkundige en Nobelprijswinnaar
- Jacqueline Berenstein-Wavre (1921-2021), onderwijzeres, feministe en politica
- Nikita Mandryka (1940-2021), Franse stripauteur en journalist
- Victor Emanuel van Savoye (1937-2024), laatste kroonprins van Italië